# Pehuenches
Pehuenches is een departement in de Argentijnse provincie Neuquén. Het departement (Spaans:  departamento) heeft een oppervlakte van 8.720 km² en telt 13.765 inwoners.

## Plaatsen in departement Pehuenches
- Auquinco
- Barrancas
- Buta Ranquil
- Chacayco
- Curaco
- El Cruce
- Las Cortaderas
- Octavio Pico
- Rincón Colorado
- Rincón de Los Sauces